# Feng (Jiangsu)
Feng of Feng County of Fengxian is een stad en een arrondissement in de prefectuur Xuzhou in het uiterste noorden van de Chinese provincie Jiangsu. Bij de volkstelling van 2020 had de stad zelf 504.761 inwoners, het arrondissement had 935.200 inwoners.